# Hotel Tradita

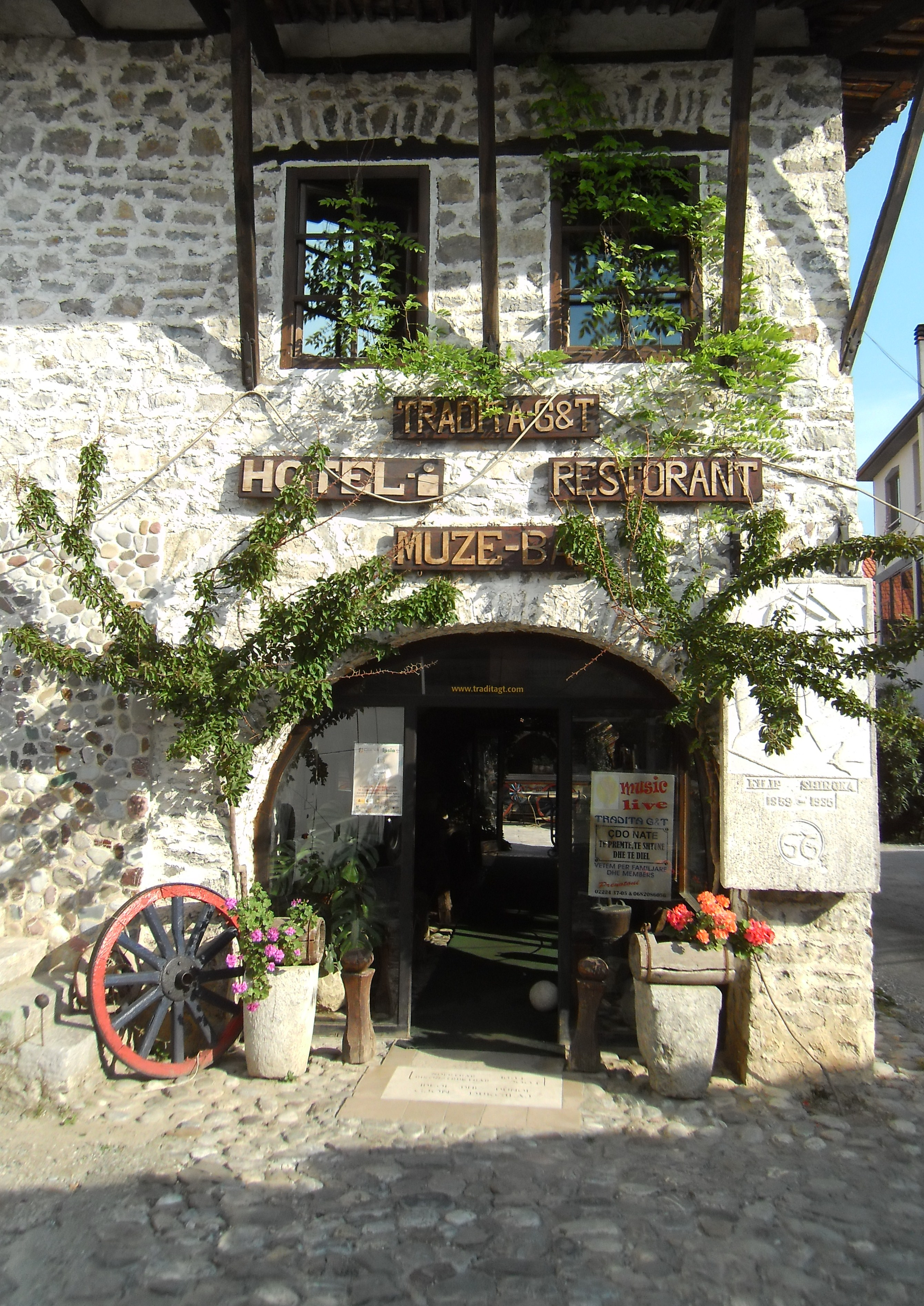
Haupteingang

Das Hotel Tradita „Geg & Tosk“ ist ein kleines Privathotel mit Restaurant in Shkodra (Rruga Edith Durham), das in einem historischen Gebäude heute im Stil eines Heimatmuseums geführt wird.
Das Hauptgebäude wurde im Jahr 1694 in ottomanischem Baustil als Wohnsitz einer aristokratischen Kaufmannsfamilie gebaut. Der zentrale Bereich ist eine über zwei Etagen offene Halle mit mehreren angrenzenden Räumen, die seinerzeit zur Produktion und für den Verkauf von Handelsgütern genutzt wurden. In den kleineren Räumen des Obergeschosses lebte einst die Kaufmannsfamilie.
Erst 2004 wurde das historische Gebäude vom heutigen Eigentümer Gjon Gila restauriert und seitdem als in Shkodra sehr bekanntes, traditionelles Restaurant genutzt. Heute befindet sich in der großen Halle ein offener Grill, an dem traditionelle landestypische Speisen zubereitet werden. Alle Räume sind mit antikem Mobiliar ausgestattet und mit historischen Trachten, Haushaltsgegenständen, Musikinstrumenten und Waffen dekoriert, die der Eigentümer in der Region gesammelt hat. In einem Nebenraum lagern weitere Sammlerstücke noch unsortiert, die den Gästen auf Anfrage gern gezeigt werden. Das Restaurant bietet „Erlebnisgastronomie auf albanische Art“. Heute steht das Restaurant inmitten neuzeitlicher Hochhäuser an einer belebten Hauptstraße.
Über einen Innenhof mit Gartenrestaurant führt der Weg in den erst 2009 angebauten zweigeschossigen Hoteltrakt. Das Hotel kann der landesüblichen 3-Sterne-Kategorie zugeordnet werden. Auch hier sind alle 15 Zimmer (Doppel- und Mehrbettzimmer) mit Museumsstücken ausgestaltet. Das dunkle Holz vor den weißen Wänden und die tiefroten Stoffbezüge der Betten, die traditionellen Material- und Stilelemente der Region, prägen die Flurbereiche und Zimmer. Die Nasszelle mit Dusche/WC ragt im Stil eines kleinen Häuschens in das Zimmer hinein und ist in historischem Stil mit roten Dachschindeln gedeckt.

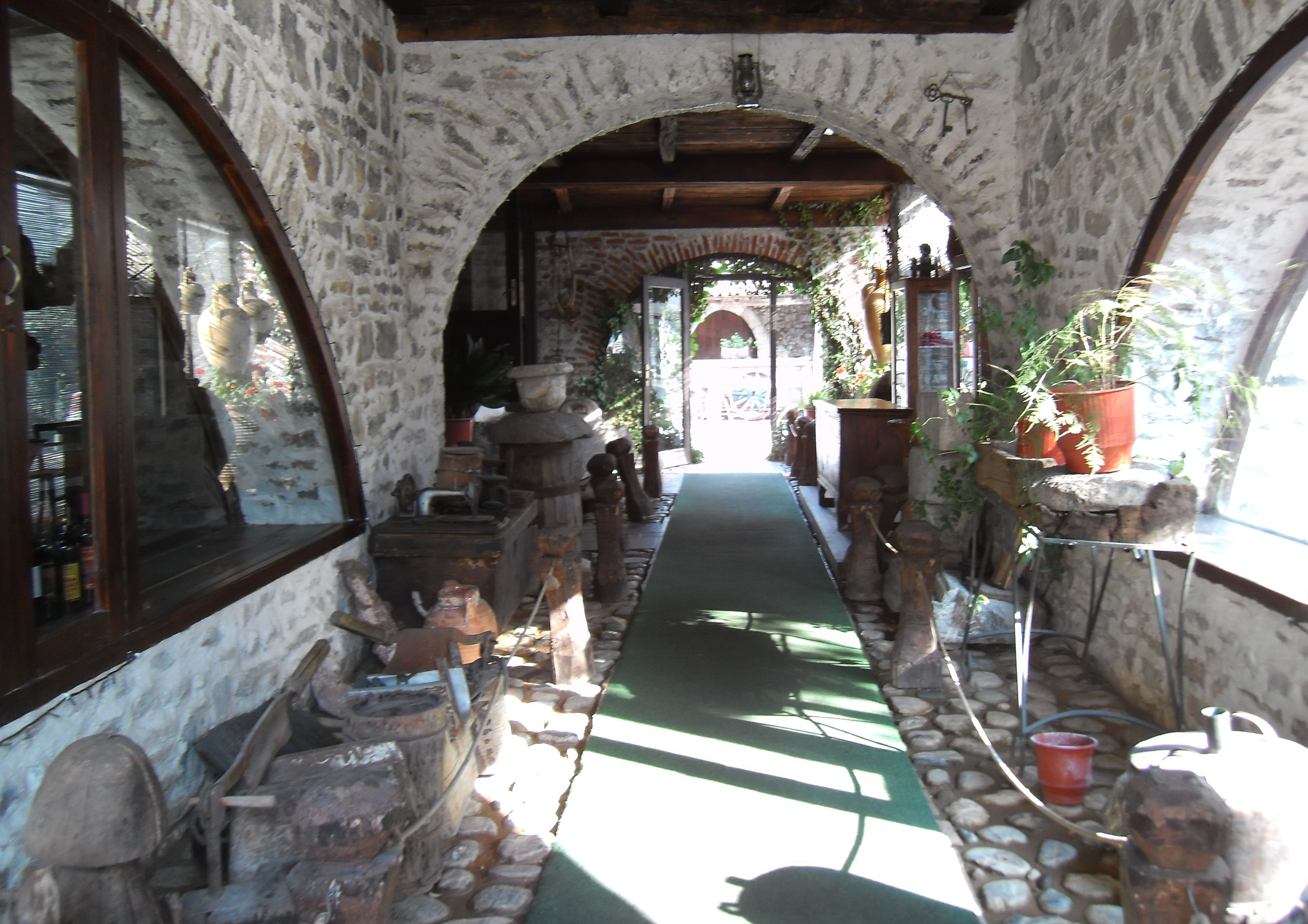
Eingangsbereich
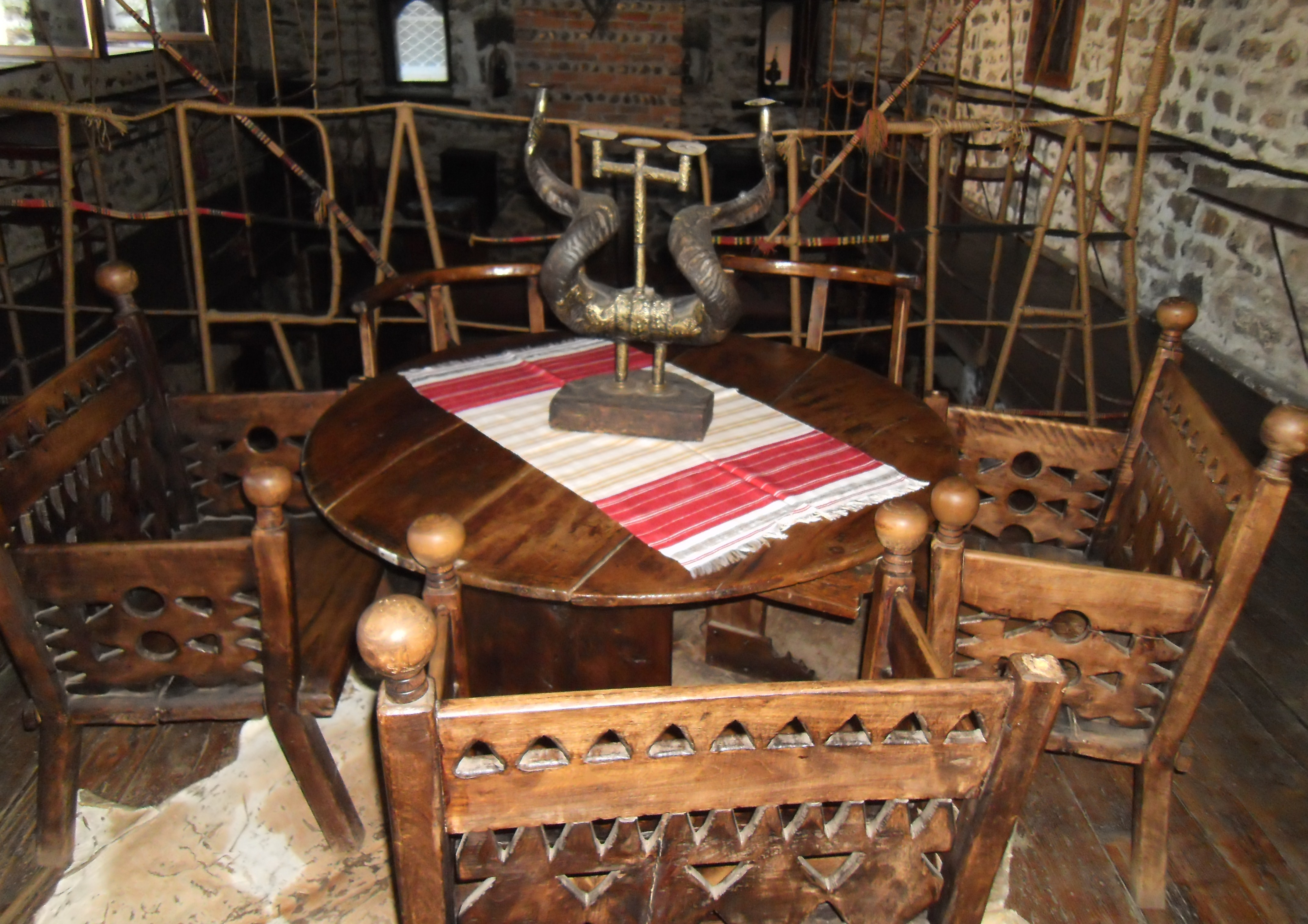
Antike Sitzgruppe
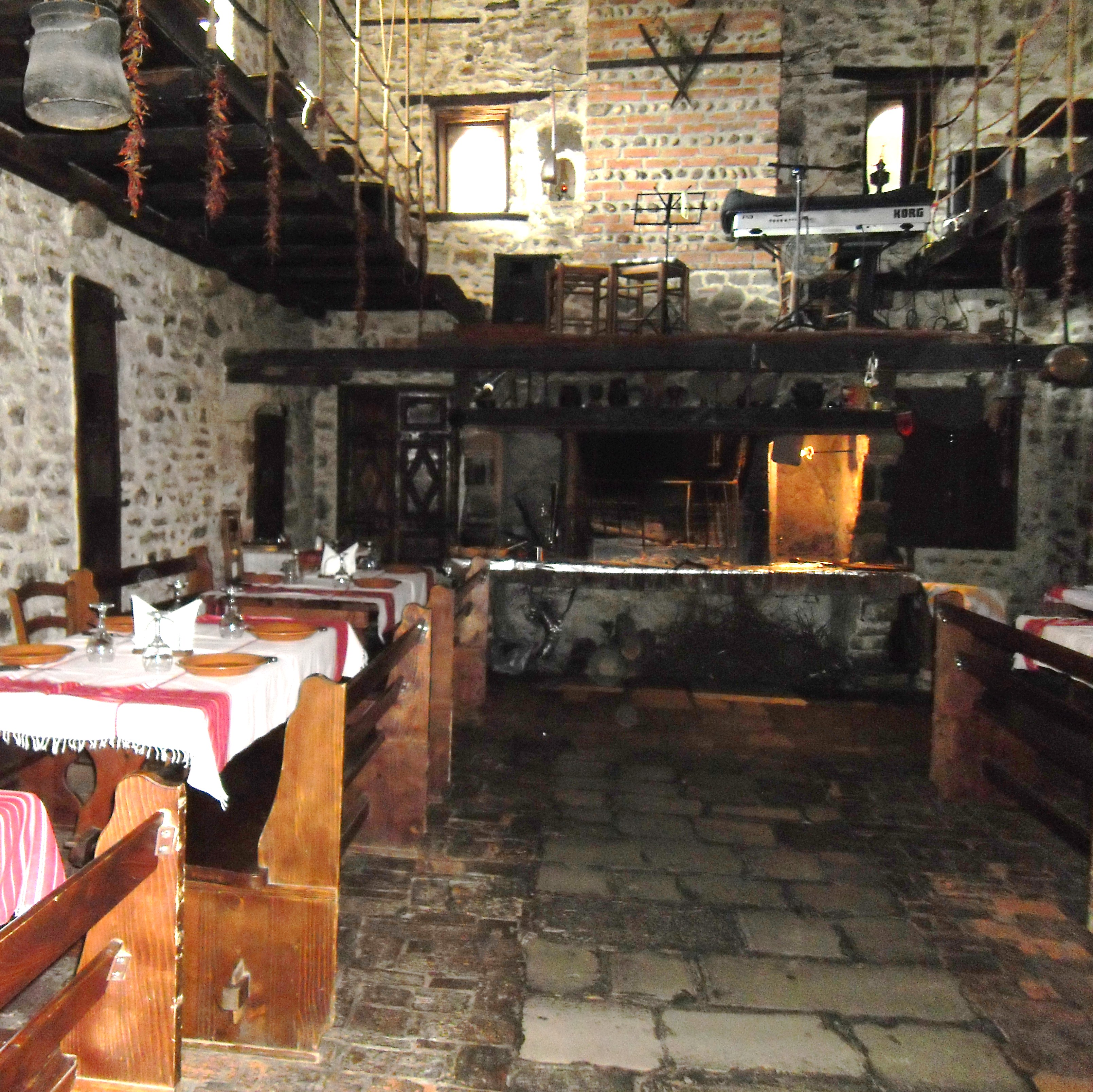
Restauranthalle
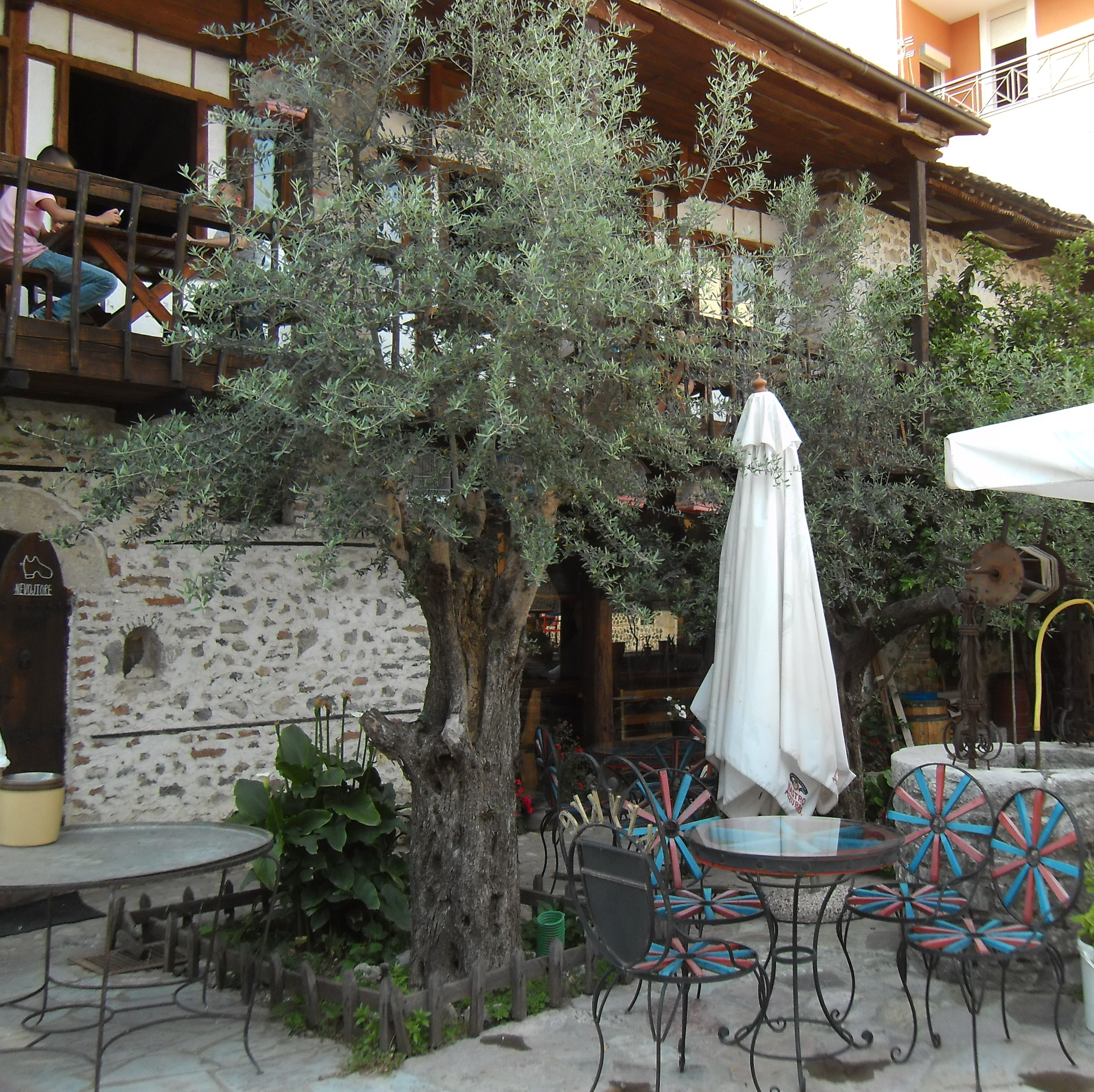
Gartenrestaurant
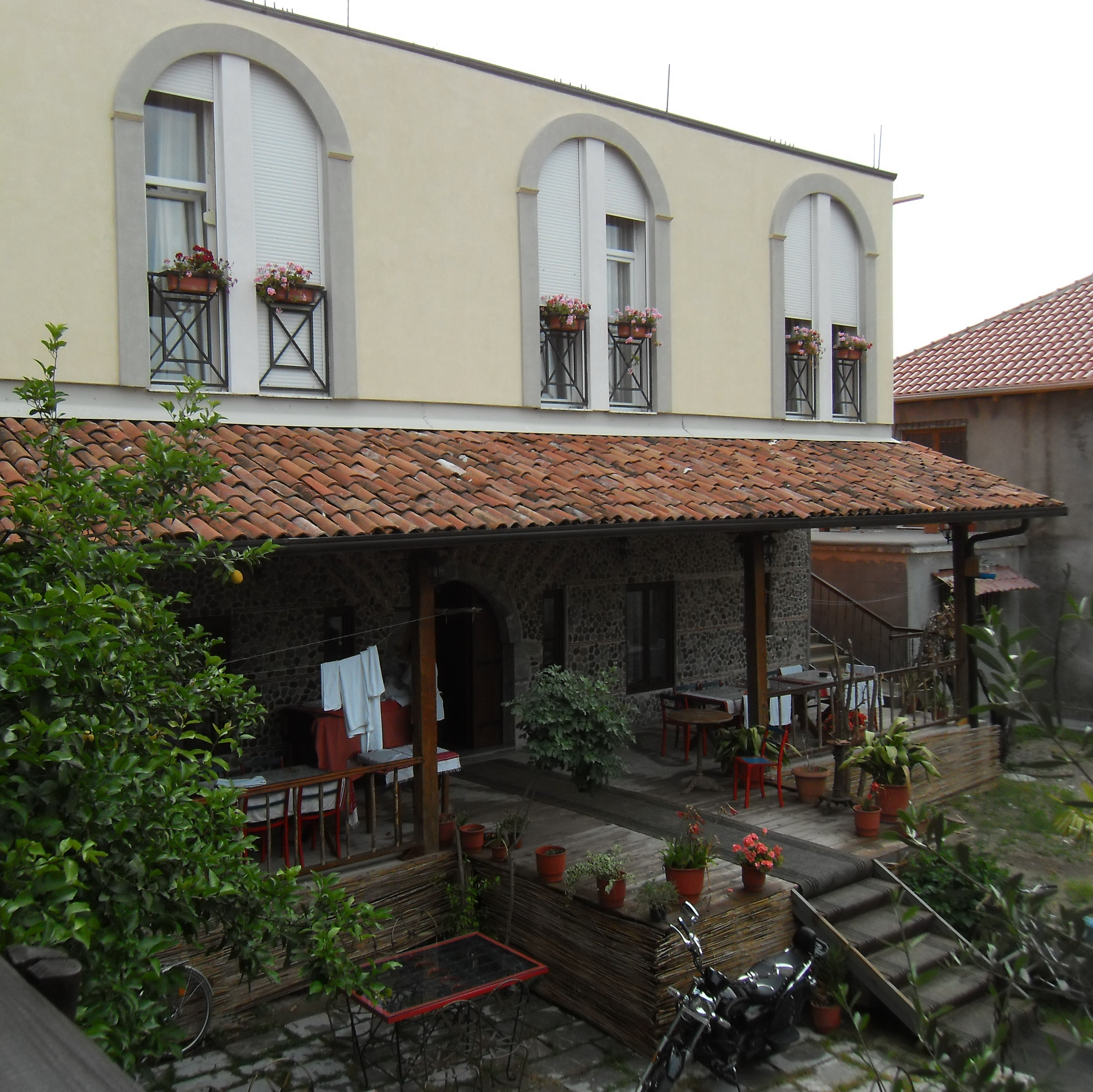
Hotelanbau